# Ipfirewall

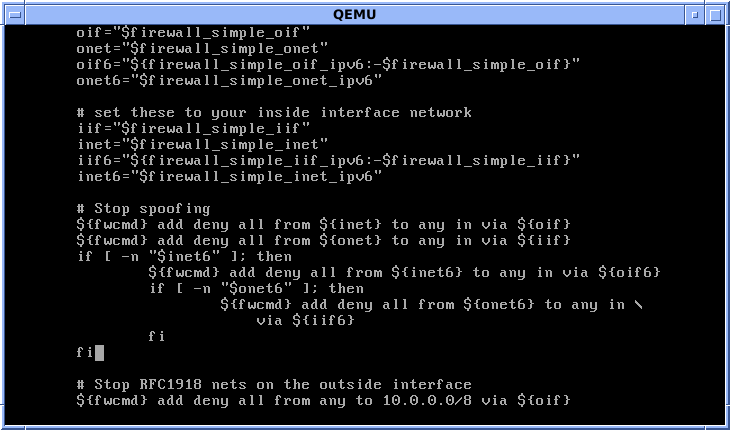
FreeBSD "/etc/rc.firewall" shell script for configuring ipfw

ipfirewall，簡稱ipfw，在FreeBSD上開發的IP封包過濾程式，具備防火牆功能，由FreeBSD開發團隊負責維護。它曾被移植到多個平台上，Mac OS X曾經採用它作為預設防火牆，直到Mac OS X 10.7 Lion 採用另一個FreeBSD程式PF來取代它。在1994年，艾倫·考克斯曾經將它移植到Linux 1.1上，作為Linux的預設防火牆，直到Linux 2.2採用ipchains來取代。